# Guinea spagnola
La Guinea spagnola (Guinea Española) è stata una colonia africana della Spagna ottenuta grazie al trattato di El Pardo e ottenne l'indipendenza dalla Spagna franchista nel 1968.

## Storia

### Colonia spagnola
L'occupazione spagnola nel territorio della Guinea Equatoriale iniziò nel 1788 quando a seguito del trattato di El Pardo i portoghesi rinunciarono alle isole di Annobòn e Corisco che vennero proclamate territori del Vicereame del Río de la Plata e le isole erano conosciute anche come Governatorato di Fernando Poo e Annobón, ma a causa della grande distanza che vi era con la capitale del Vicereame a cui le isole appartenevano e il rifiuto da parte della tribù dei Bubi di essere colonizzati dagli spagnoli fecero sì che la Spagna abbandonò le isole.
Nel 1836 dopo una dominazione inglese, il Governo spagnolo riuscì a riottenere il controllo di Annobón e successivamente nel 1843 di Bioko e Corisco grazie ad accordi tra la patria e il re Bonkoro I. Nel 1884 ci fu la Conferenza di Berlino dove le maggiori potenze europee si divisero l'Africa e la Spagna ottenne il territorio continentale di Rio Muni, che nel 1885 divenne un protettorato fino al 1900 quando diventò una colonia.

### La guerra civile e l'indipendenza
Nel 1931 a seguito dell'elezioni repubblicane e l'abdicazione di Alfonso XIII la Guinea rimase territorio della Seconda Repubblica spagnola, ma nel 1936 cominciò la guerra civile spagnola e i franchisti occuparono la Guinea bombardando il porto di Bata e successivamente i repubblicani insidiati nella colonia fuggirono in Camerun. Nel 1939 Francisco Franco e il suo esercito vinsero la guerra e la Spagna diventò un governo franchista, la Guinea, il Sahara, il Marocco e l'Ifni erano le colonie del nuovo Stato franchista. Nel 1959 la Guinea spagnola e le isole divennero una provincia di Spagna e i territori diventarono la Regione Equatoriale Spagnola. Lo status di Provincia portò a delle elezioni locali per eleggere un rappresentante del popolo al Parlamento spagnolo e nello stesso tempo la Guinea venne anche riconosciuta come "Guinea Equatoriale".
Il 15 dicembre 1963 ci furono le prime elezioni per l'indipendenza della colonia e due anni dopo nel 1965 l'Assemblea delle Nazioni Unite invitò la Spagna a rendere la Guinea Equatoriale indipendente e nel 1966 accettò e iniziò le trattative per l'indipendenza. Il 12 ottobre 1968 i nazionalisti guineani e le Nazioni Unite costrinsero la Spagna a dichiarare la Regione Equatoriale Spagnola indipendente.

## Economia
Nella prima metà del XX secolo la Spagna non aveva risorse per sviluppare l'economia della colonia, ma l'attività che prevaleva era l'agricoltura di piantagione soprattutto di cacao, la cui raccolta era il principale lavoro della popolazione e di alcuni braccianti nigeriani, che portarono il reddito pro capite a uno dei migliori del continente e ci furono sviluppi sanitari in Guinea. Un trattato di lavoro è stato firmato con la Repubblica di Liberia nel 1914, il trasporto di 15.000 lavoratori via mare è stato orchestrato dalla Woermann-Linie che era la principale compagnia di navigazione. Nel 1930 una commissione dell'Organizzazione Internazionale del Lavoro (ILO) scoprì che i lavoratori liberiani erano "stati reclutati in condizioni di costrizione criminale appena distinguibili dal commercio di schiavi". Il governo ha proibito il reclutamento di lavoratori liberiani per la Guinea spagnola. La persistente carenza di manodopera nelle industrie del cacao, del caffè e del legname portò a un fiorente commercio di contrabbando illegale in canoa di lavoratori provenienti dalle province orientali della Nigeria. Il numero di lavoratori clandestini sull'isola di Fernando Po è cresciuto a 20.000 nel 1942. Nello stesso anno fu firmato un trattato di lavoro con la corona britannica. Ciò ha portato a un flusso continuo di lavoratori nigeriani che si recavano nella Guinea spagnola. Nel 1968, all'epoca dell'indipendenza, quasi 100.000 etnici nigeriani vivevano e lavoravano nella Guinea spagnola.

## Esercito
Prima del 1908, la Guinea spagnola era difesa da elementi della Guardia Civil, fanteria marina e guardie doganali. Tuttavia, nel 1908 tutte queste agenzie furono combinate per creare la Guardia coloniale della Guinea spagnola. Nel 1968 la Guardia fu trasformata nel nuovo esercito equato-guineano.

La bandiera della tribù dei Bubi

## Popolazione
I "Peninsulares" erano una popolazione spagnola bianca, la cui immigrazione era regolata dal governo spagnolo. Gli "Emancipados" erano una popolazione dell'Africa nera, assimilata nella cultura dei ''Peninsulares'' attraverso l'educazione cattolica spagnola. Alcuni discendevano da schiavi cubani liberati e rimpatriati in Africa dopo l'emancipazione e l'abolizione della schiavitù dagli Ordini reali spagnoli del 13 settembre 1845 e del 20 giugno 1861. Quest'ultimo gruppo comprendeva meticci (indigeni-europei) e mulatti (afro-europei), discendenti di razza mista che erano stati riconosciuti da un padre bianco della penisola. I "Fernandinos " erano una popolazione di creoli, delle popolazioni multietniche o multirazziali, che spesso parlano l'inglese locale dell'isola di Fernando Po (ora conosciuta come Bioko) della Guinea spagnola. Le popolazioni di nigeriani, camerunesi, cinesi e indiani erano insediati nel Paese come lavoratori agricoli.

## Voci collaterali
- Storia della Guinea Equatoriale
- Guinea Equatoriale
- Impero Spagnolo
- Regno di Spagna
- Colonialismo spagnolo